# The Ferryman Hotel
Das Ferryman Hotel ist ein denkmalgeschütztes Gebäude am Sir John Rogerson’s Quay in Dublin, Irland. Es ist eines der wenigen verbleibenden älteren Gebäude des Kais, da die meisten Betriebsstätten im Zuge einer Neugestaltung des Viertels abgerissen wurden. Das Hotel wurde in den 1780er Jahren im Auftrag von Lord Cardiff erbaut und besteht aus zwei gelisteten georgianischen Gebäuden mit den Denkmalnummern 7549 und 7550. Früher kreuzte die Fähre an diesem Punkt und brachte Arbeiter von den nördlichen zu den südlichen Kais, zum Dubliner Gasometer und zur Schiffswerft.